# 梁山泊平原水库
梁山泊平原水库是山东省梁山县境内的一个水库，位于梁山南侧，梁山泊原址之上。
2013年5月，梁山泊平原水库正式开工。2014年5月26日，梁山泊平原水库竣工并开闸蓄水。
梁山泊平原水库为其周边37万民众提供安全用水。其建立还改变了水泊梁山景区“有山无水”的尴尬局面，促进了当地旅游业的发展。